# Vanish Into You
«Vanish Into You» es una canción interpretada por la cantautora estadounidense Lady Gaga, incluida en su octavo álbum de estudio, Mayhem (2025). Fue escrita conjuntamente por Gaga, Andrew Watt, Cirkut y Michael Polansky, mientras que su producción estuvo a cargo de los primeros tres.

## Antecedentes y composición
En marzo de 2024, Gaga adelantó que estaba «escribiendo algunas de las mejores canciones que puedo recordar» y reveló que su próximo álbum había comenzado a tomar forma en 2022, mientras se encontraba en su gira The Chromatica Ball. En julio del mismo año, sorprendió a sus seguidores durante su estadía en París para la ceremonia de apertura de los Juegos Olímpicos de París 2024 al compartir fragmentos de dos temas inéditos. El 18 de febrero de 2025, al revelar la lista de canciones de Mayhem, Gaga confirmó que «Vanish Into You» formaría parte del disco. Posteriormente, fragmentos de la letra fueron mostrados en el sitio web de la artista en forma de mensajes encriptados.
«Vanish Into You» es una canción de glam rock con influencias de David Bowie, que combina guitarras robustas con una base rítmica four-on-the-floor que evoca la música disco de los años 70. Según Billboard, la canción se destaca por su uso de armonías expansivas y una interpretación vocal en la que Gaga explora todos los rangos de su voz, describiéndola como «una de las piezas más ambiciosas del disco». En términos líricos, la canción aborda la obsesión y la entrega absoluta en una relación, con metáforas que sugieren una fusión emocional y física con el ser amado. La interpretación de Gaga ha sido descrita como «intensa y apasionada», reflejando la dualidad entre deseo y vulnerabilidad.

## Recepción

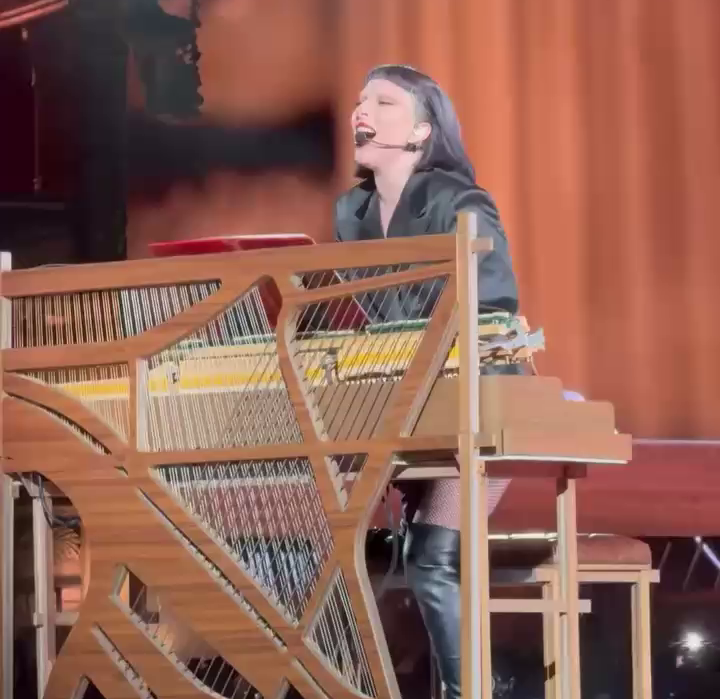
Gaga interpretando «Vanish Into You» durante su concierto en la playa de Copacabana, Río de Janeiro, el 3 de mayo de 2025.

### Comentarios de la crítica
«Vanish Into You» ha recibido elogios por parte de la crítica especializada. Stephen Daw de Billboard la calificó como «la canción más impresionante a nivel vocal de Mayhem». Neil Z. Yeung de AllMusic destacó su estilo funk, describiéndola como «una pista vibrante que bien podría haber formado parte de The Fame (2008)». Richard Burn de la edición británica de Rolling Stone la definió como «uno de los puntos más altos del álbum», destacando su fusión de estilos y su estructura dramática. Alexis Petridis de The Guardian elogió la canción y afirmó que:

«Vanish Into You» es una de las canciones donde Gaga se luce vocalmente, con un crescendo que refuerza la intensidad de su interpretación.

Rich Juzwiak de Pitchfork elogió su teatralidad y la definió como «una mezcla entre "Young Americans" de Bowie y el pop más expansivo de los 2000». Lindsay Zoladz de The New York Times la describió como una de las pistas más dinámicas del disco, con claras influencias del glam rock de los 70 y una producción expansiva. Alex Camp de Slant Magazine mencionó que «es una de las canciones más arriesgadas del álbum, combinando elementos de funk y disco con una progresión inesperada». David Cobbald de The Line of Best Fit la comparó favorablemente con el sonido de Bowie.

### Rendimiento comercial
En Estados Unidos, «Vanish Into You» alcanzó el puesto 61 del Billboard Hot 100 y el 4 en el conteo Hot Dance/Pop Songs. En el Reino Unido logró el número 46 en el UK Streaming Chart y el 86 en el listado de descargas digitales.

## Presentaciones en vivo
Gaga interpretó la canción por primera vez durante el festival de Coachella los días 11 y 18 de abril de 2025, donde la incluyó en el cuarto acto del espectáculo. El 13 de mayo de 2025, Gaga interpretó «Vanish Into You» como parte de un repertorio de cinco canciones durante el YouTube Brandcast, realizado en el Geffen Hall de la ciudad de Nueva York. La actuación, que dio inicio a la ceremonia, contó con una puesta en escena de estilo cinematográfico y fue descrita por Variety como «enérgica».

## Posicionamiento en listas

### Semanales
| Brasil         | Brasil Hot 100        | 72 |
| Canadá         | Canadian Hot 100      | 53 |
| España         | Top 100 Canciones     | 96 |
| Estados Unidos | Billboard Hot 100     | 61 |
| Estados Unidos | Hot Dance/Pop Songs   | 4  |
| Francia        | French Singles Chart  | 91 |
| Grecia         | Digital Singles Chart | 32 |
| Mundo          | Global 200            | 38 |
| Nueva Zelanda  | NZ Hot Singles Chart  | 5  |
| Reino Unido    | UK Streaming Chart    | 46 |
| Reino Unido    | UK Singles Sales      | 86 |
| Reino Unido    | UK Singles Downloads  | 81 |
| Suecia         | Sweden Heatseeker     | 3  |